# San Marino Open 2022
Il San Marino Open 2022 è stato un torneo maschile tennis professionistico. È stata la 29ª edizione del torneo, facente parte della categoria Challenger 90 nell'ambito dell'ATP Challenger Tour 2022, con un montepremi di 67 960 €. Si è svolto dall'8 al 14 agosto 2022 sui campi in terra rossa del Centro tennis Fonte dell'Ovo di San Marino.

## Partecipanti

### Teste di serie
| Nazionalità | Giocatore        | Ranking* | Testa di serie |
| ----------- | ---------------- | -------- | -------------- |
| Spagna      | Carlos Taberner  | 107      | 1              |
|             | Pavel Kotov      | 132      | 2              |
| Italia      | Giulio Zeppieri  | 136      | 3              |
| Italia      | Flavio Cobolli   | 138      | 4              |
| Italia      | Marco Cecchinato | 140      | 5              |
| Francia     | Alexandre Müller | 157      | 6              |
| Croazia     | Nino Serdarušić  | 180      | 7              |
| Italia      | Matteo Arnaldi   | 215      | 8              |

* Ranking al 1º agosto 2022.

### Altri partecipanti
I seguenti giocatori hanno ricevuto una wild card per il tabellone principale:
- Mattia Bellucci
- Flavio Cobolli
- Ernests Gulbis

I seguenti giocatori sono entrati in tabellone come alternate:
- Ivan Gakhov
- Maxime Janvier
- Filip Cristian Jianu

I seguenti giocatori sono passati dalle qualificazioni:
- Viktor Durasovic
- Alexander Weis
- Valentin Vacherot
- Lukas Neumayer
- Oleg Prihodko
- Francesco Forti

## Campioni

### Singolare
Pavel Kotov ha sconfitto in finale  Matteo Arnaldi con il punteggio di 7–6(5), 6–4.

### Doppio
Marco Bortolotti /  Sergio Martos Gornés hanno sconfitto in finale  Ivan Sabanov /  Matej Sabanov con il punteggio di 6–4, 6–4.